# Герой нашого часу (фільм, 1955)
«Герой нашого часу» (італ. Un eroe dei nostri tempi) — італійський драматичний фільм 1955 року режисера Маріо Монічеллі.
Фільм був обраний до числа 100 італійських фільмів, які потрібно зберегти, від післявоєнних до вісімдесятих років ХХ століття.

## Сюжет
Боягузливий Альберто Менікетті (Альберто Сорді) живе з тіткою та старою служницею в Римі. Він працює на фабриці капелюхів, якою керує приваблива вдова "Ведова де Рітіс" (Франка Валері), що таємно закохана в нього. Але Альберто приваблює перукарка Марчелла (Джованна Раллі), молода жінка з села. Незважаючи на всі запобіжні заходи, щоб триматися подалі від небезпек, Альберто завжди потрапляє в неприємні ситуації. Він обливає брудом інших, щоб мати можливість вийти з сутички, навіть якщо єдина причина — це велике боягузтво. Не знаючи, що вирішити, він вирішує піти на службу до поліції.

## Ролі виконують
- Альберто Сорді — Альберто Менікетті
- Франка Валері — офісний менеджер Ведова де Рітіс
- Джованна Раллі — Марчелла
- Тіна Піка[it] — Клодід
- Маріо Каротенуто[it] — Густаво
- Леопольдо Трієсте — Авреліо
- Альберто Латтуада — директор
- Бад Спенсер — Фернандо
- Піна Боттін[it] — секретарка
- Міно Доро[it] — хірург
- Джуліо Калі[it] — юнак

## Навколо фільму
- Маріо Монічеллі обирає тему боягузтва головного героя, щоб представити ціле суспільство. Він показує його в найбезглуздіших ситуаціях, щоб продемонструвати, якого стану моральної підлості може досягти людина.[1]